# حديقة مائية

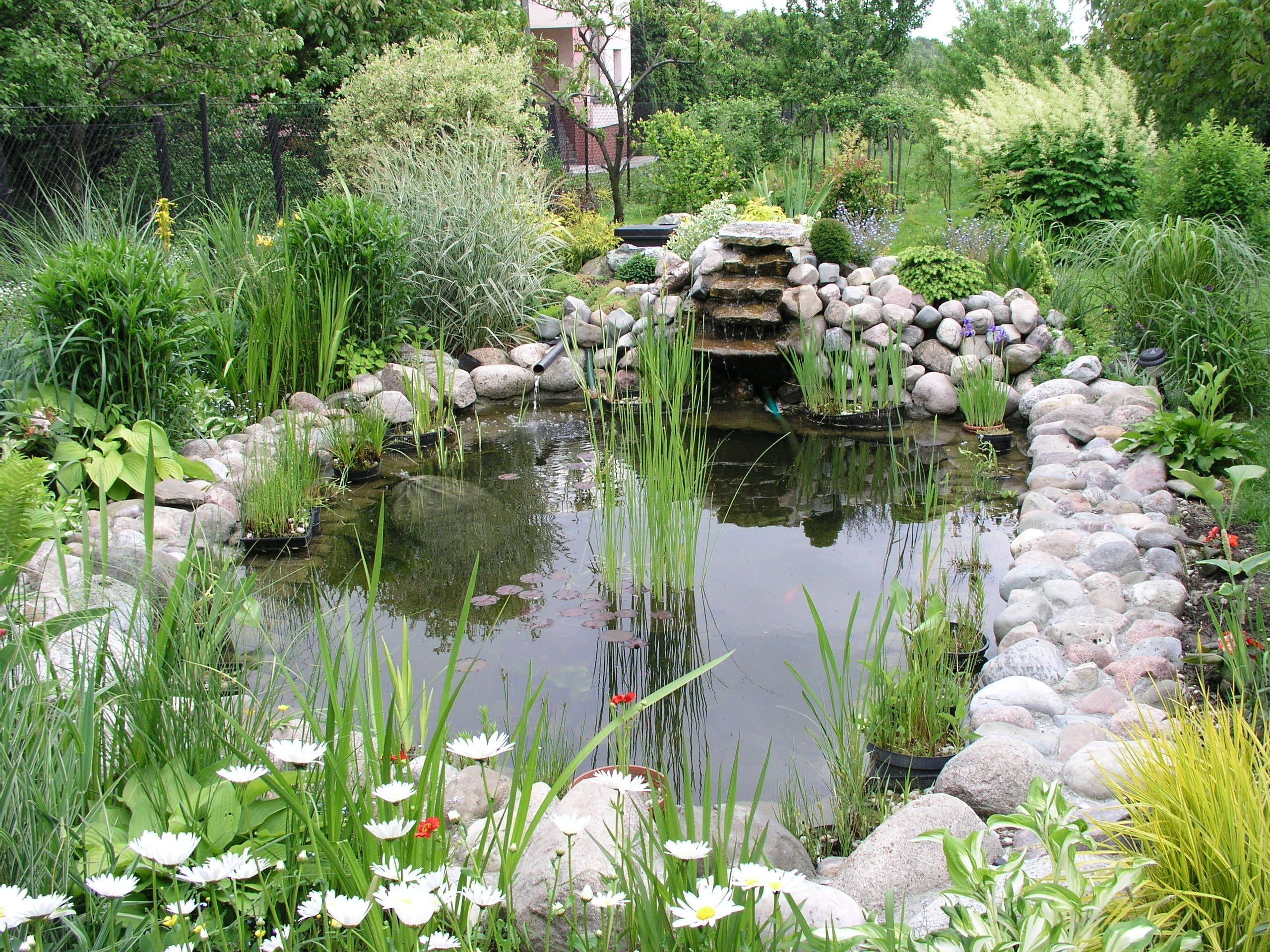
حديقة مائية

الحديقة المائية هي حديقة صناعية، تتكون من حوض مائي ونباتات مائية وغالبا تحتوي على أسماك الزينة. وقد أنتشرت هذه الحدائق في الوقت الحاضر. ولغرض تجميل الحدائق المائية ودمجها مع البيئة المحيطة، يتم عادة تزينها بالصخور، النوافير، التماثيل والشلالات.

## أنواع الحدائق المائية

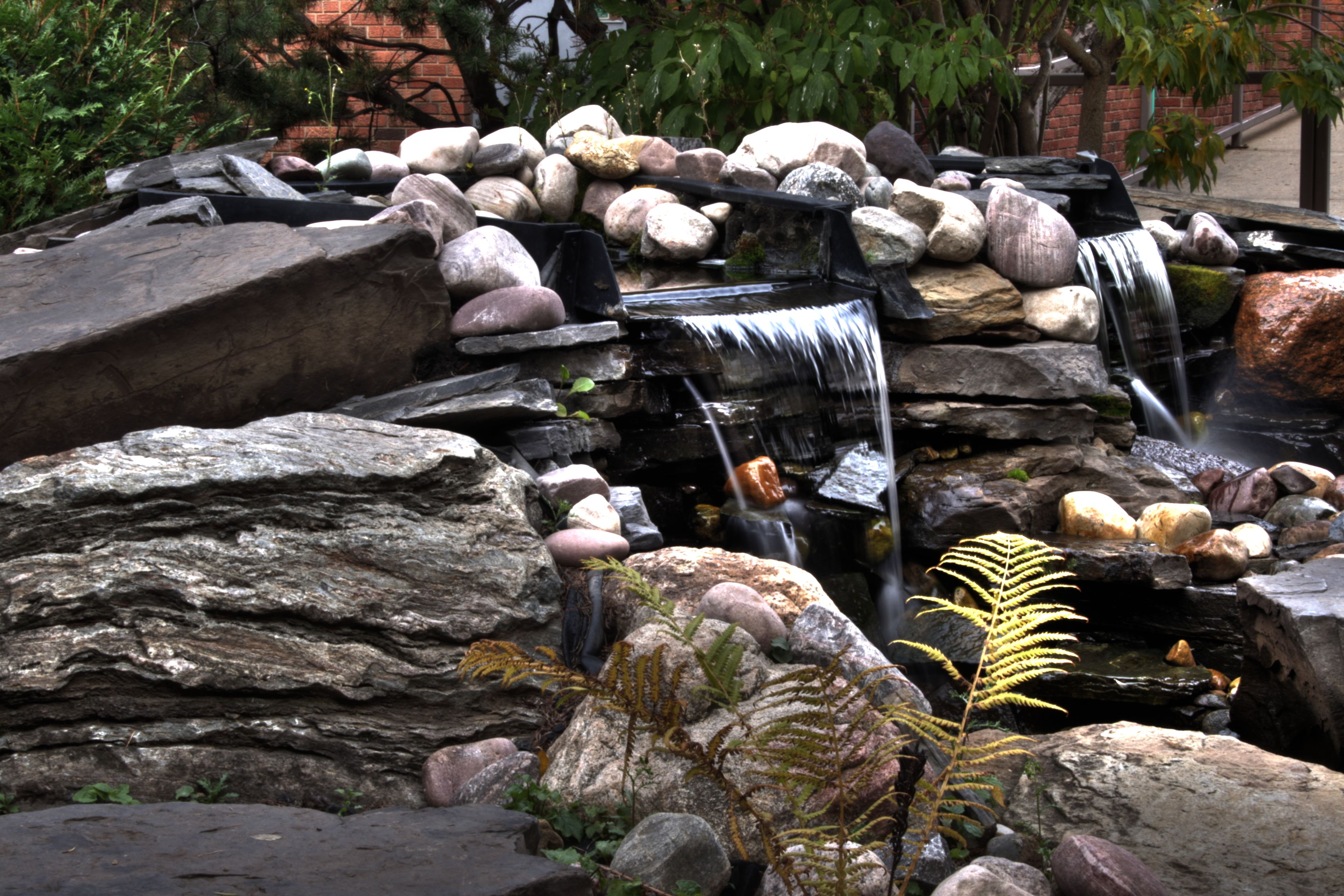
Waterfall and pool in rock garden on the campus of the University of Alberta, Edmonton, Alberta, Canada.

## الأنهار الجارية

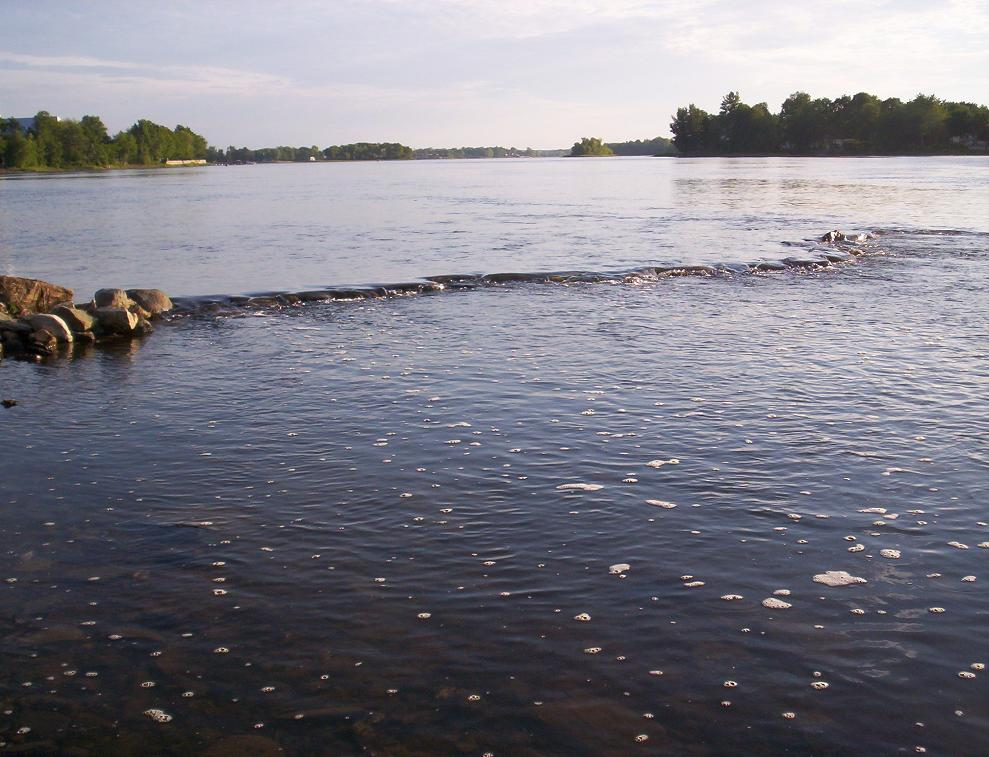
نهر جاري

## الحياة النباتية

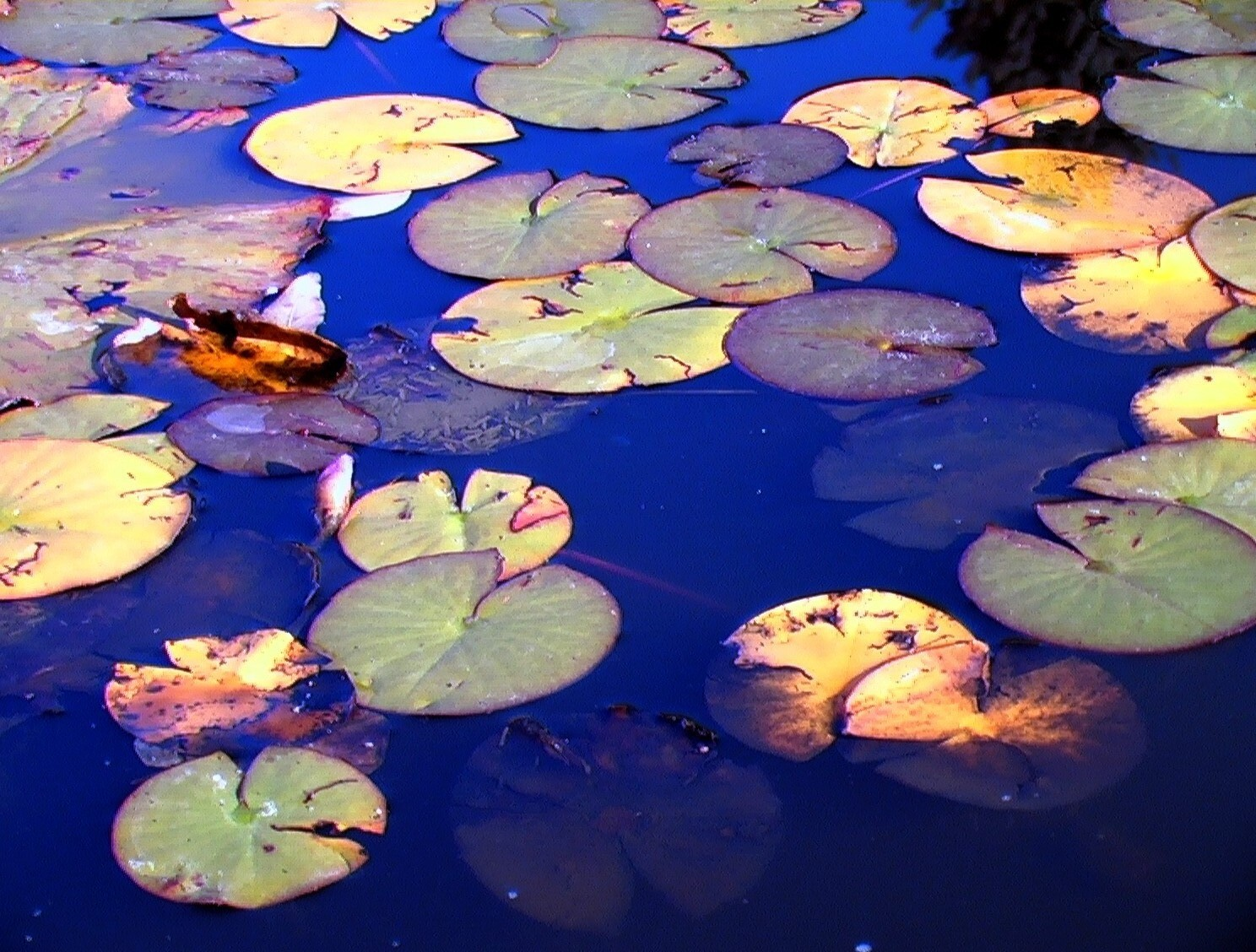
شمال

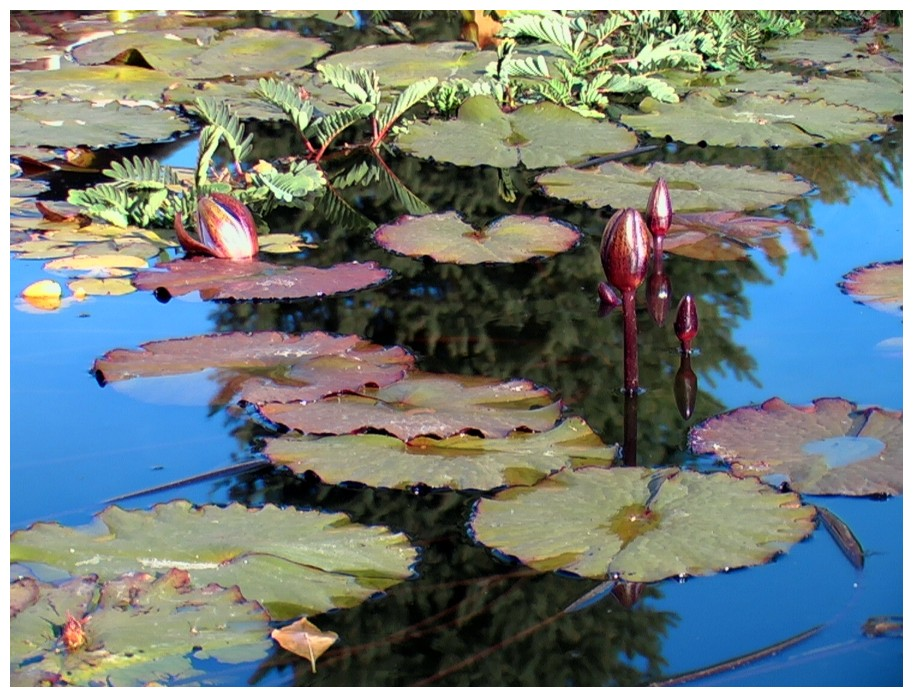
شمال

تتنوع الحياة النباتية بشكل كبير في الحدائق المائية. ويوجد العشرات منها حول العالم، ومن أهمها:
- زنبق الماء
- سيراتوفيل
- السوسن
- عشب الماء

## الحياة الحيوانية

### الأسماك
تتوع الأسماك في الحدائق المائية، ومنها على سبيل المثال لا الحصر:
- السمك الذهبي
- الكوي
- القرموط
- القاروس

### الحلزونات
و تتنتشر كذلك الحلزونات في الحدائق المائية النباتية.

### البرمائيات والزواحف
تجذب الحدائق المائية غالبا بعض البرمائيات كالضفادع وبعش الزواحف كالسلاحف، وأحيانا نادرة الثعابين.

### الحيوانات المفترسة
من الممكن أن تجذب الحدائق المائية انتباه بعض الحيوانات المفترسة مثل الراكون، البلشون، الثعابين والقطط المنزلية. وهذه الحيوانات من الممكن أن تكون خطرة على الأسماك.

## معرض صور

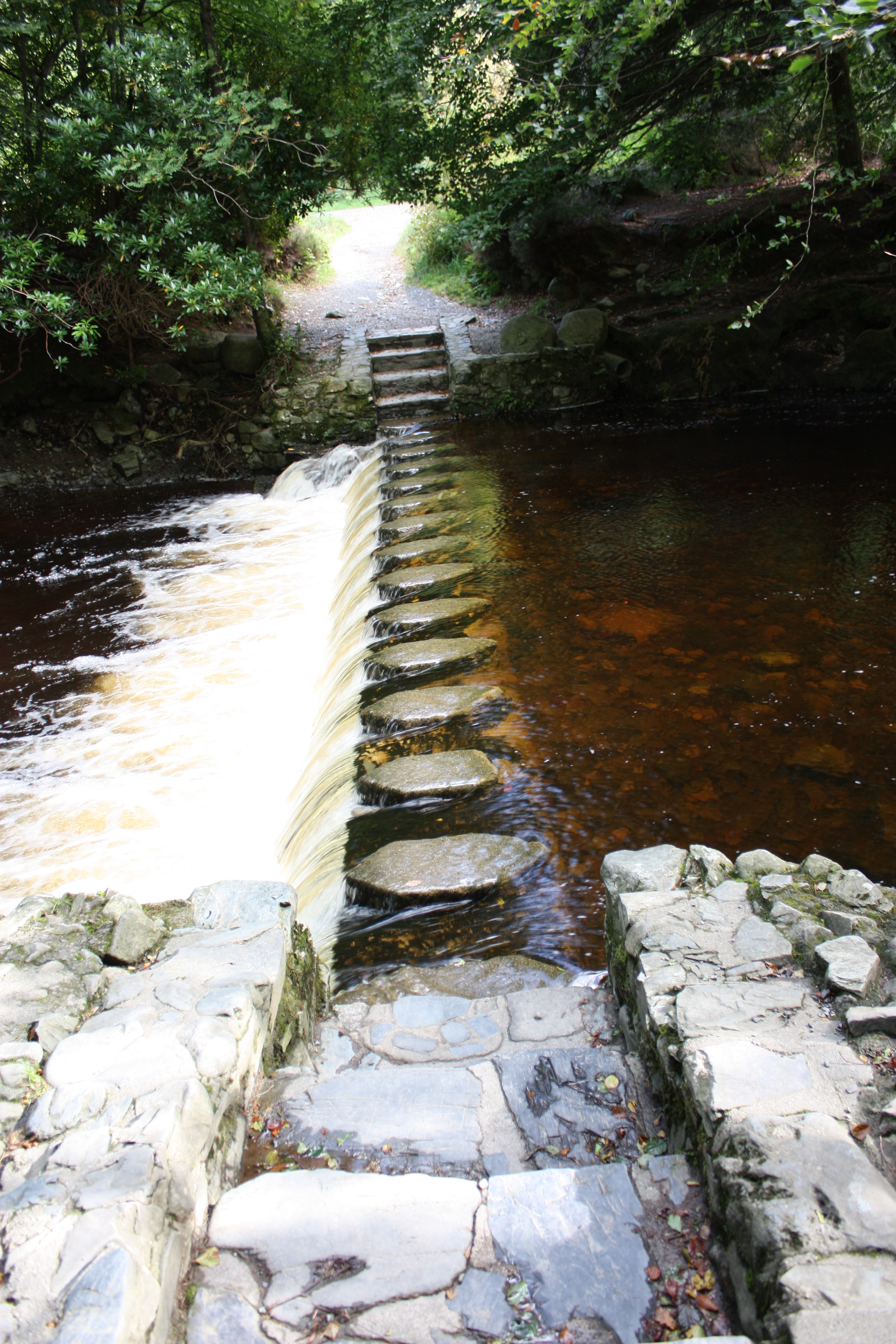
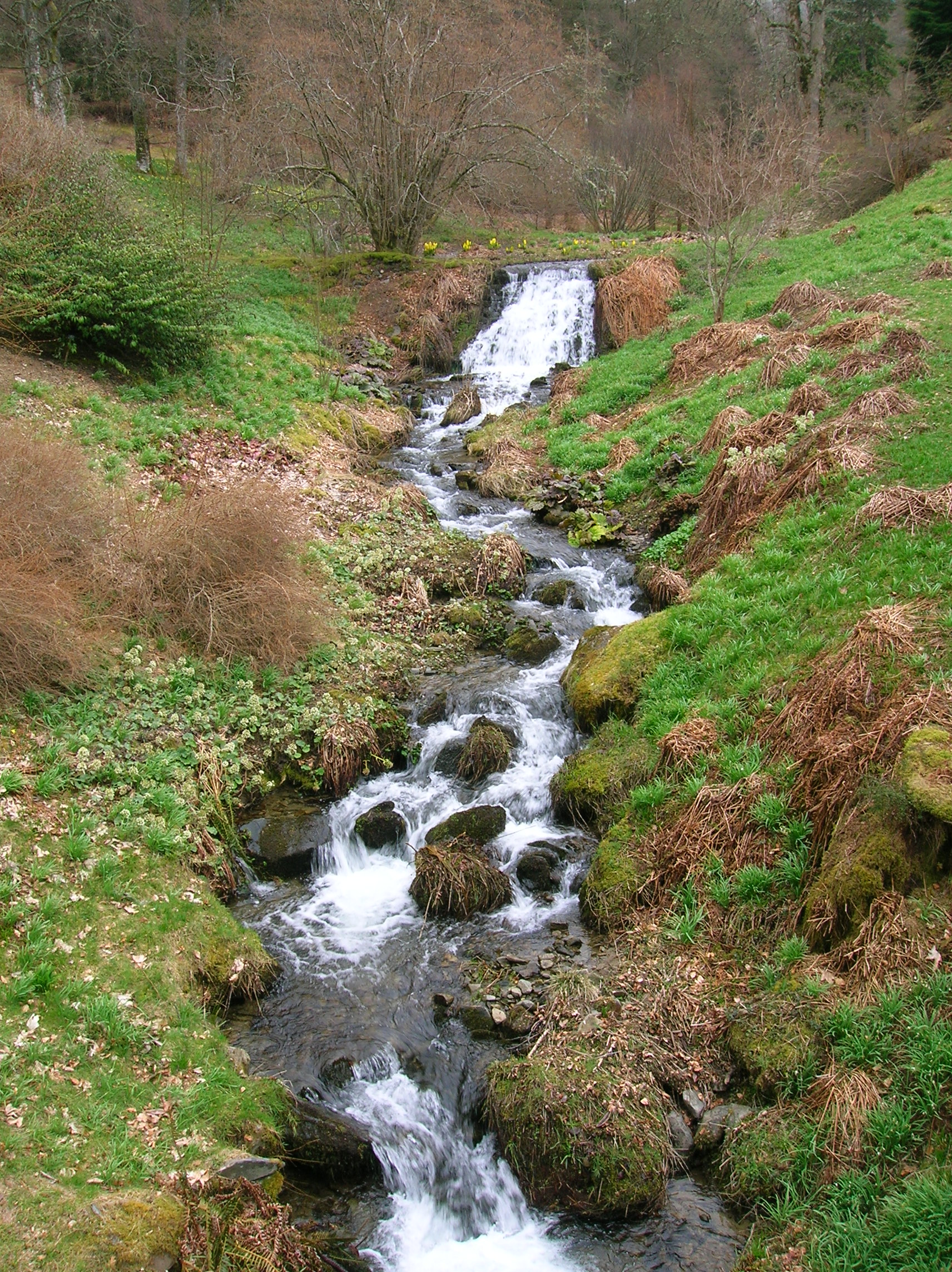
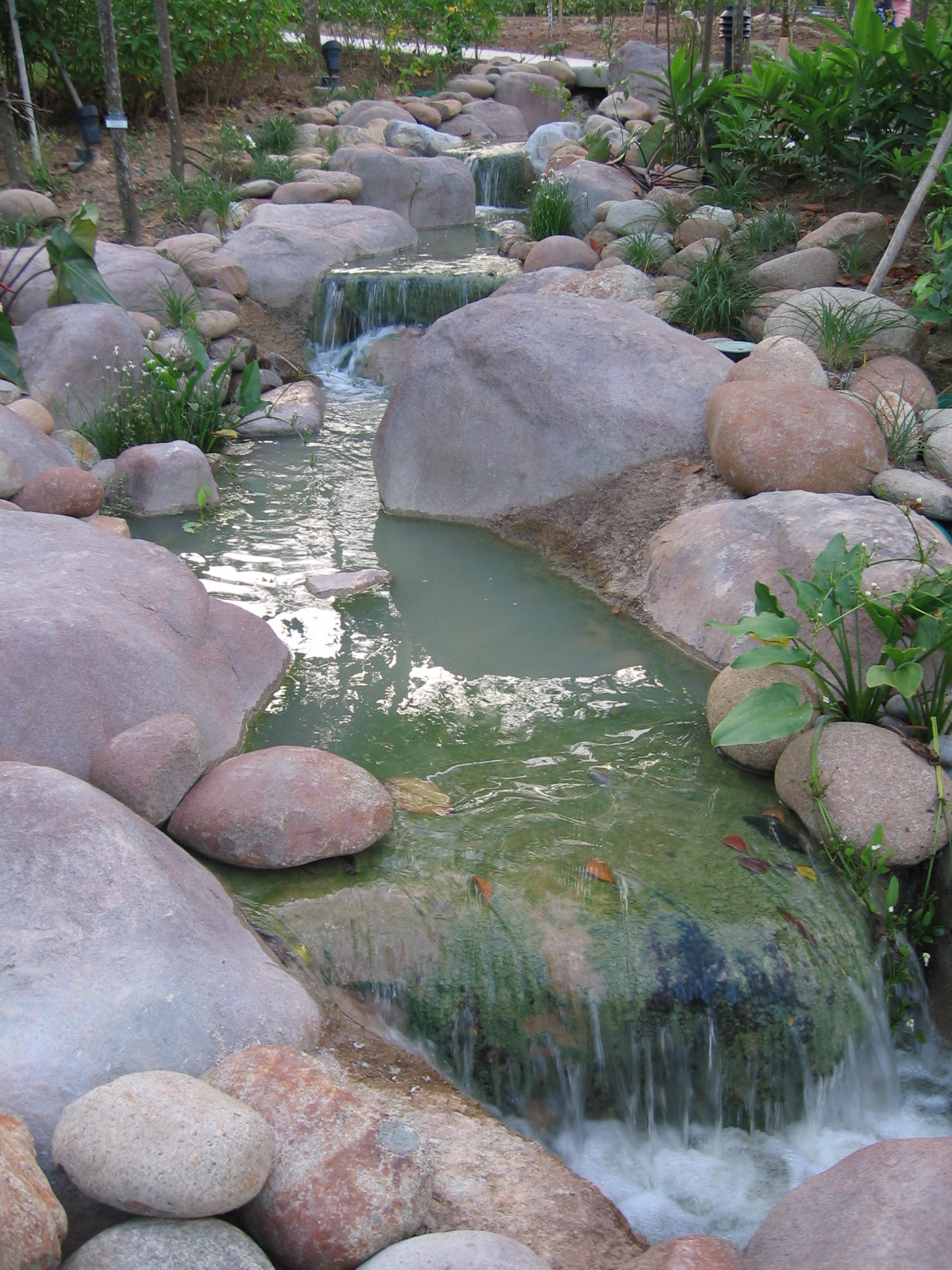
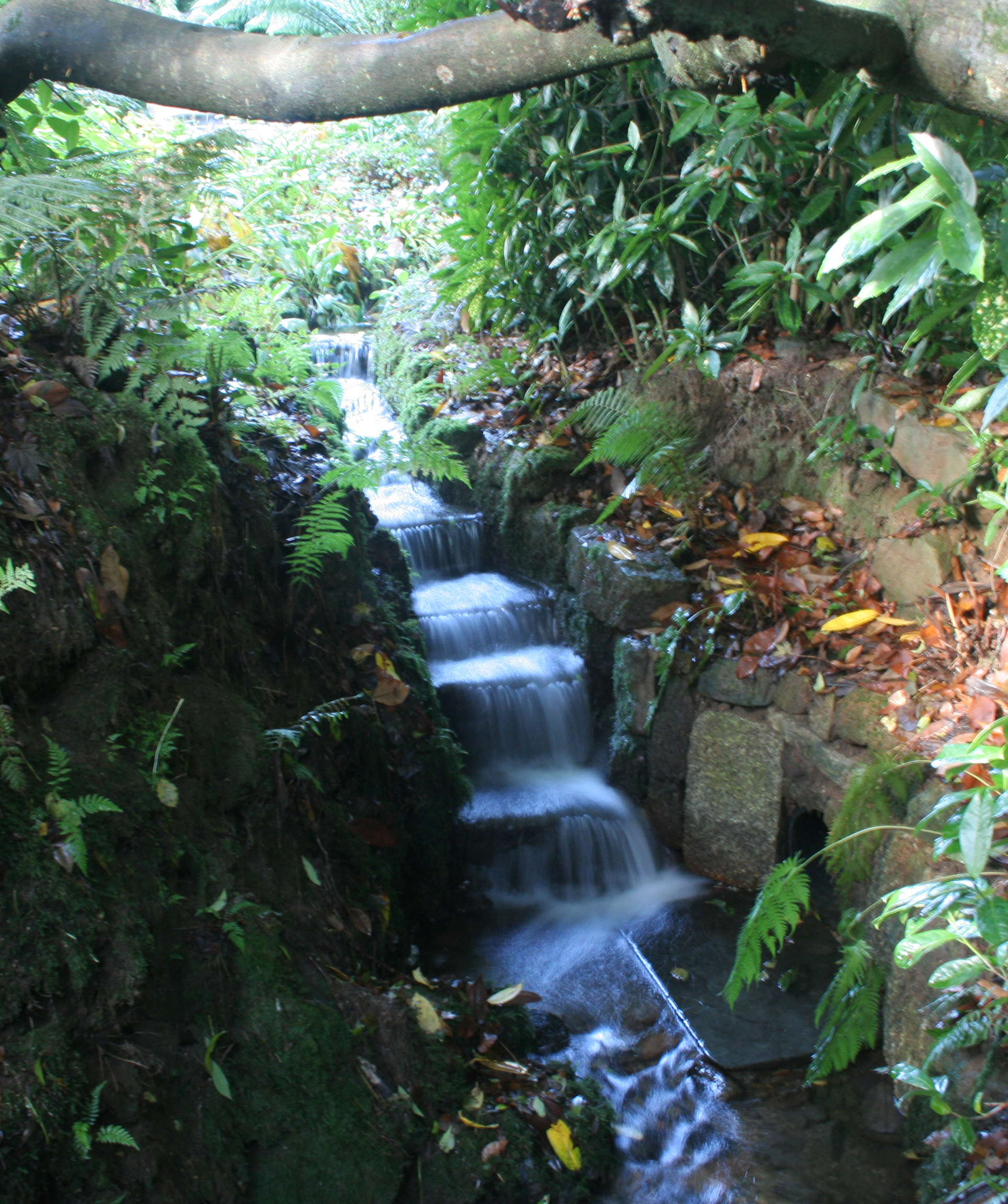

## وصلات خارجية
- Dugout Pond Aeration Flash Animation
- North American Water Garden Society نسخة محفوظة 10 أكتوبر 2018 على موقع واي باك مشين.
- WikiHow: Build A Water Garden in 20 Steps
- Pond Conservation: Advice on garden ponds for wildlife
- California Waterscapes - Water Feature Gallery, Information, Tips